# Cerro Purico
Cerro Purico är ett berg i Chile.   Det ligger i provinsen Provincia de El Loa och regionen Región de Antofagasta, i den norra delen av landet, 1 200 km norr om huvudstaden Santiago de Chile. Toppen på Cerro Purico är 5 703 meter över havet.
Terrängen runt Cerro Purico är huvudsakligen kuperad, men åt nordväst är den bergig. Cerro Purico är den högsta punkten i trakten. Trakten runt Cerro Purico är nära nog obefolkad, med mindre än två invånare per kvadratkilometer.. 
Trakten runt Cerro Purico är ofruktbar med lite eller ingen växtlighet.